# Marder II
Marder II byl německý stíhač tanků užívaný za druhé světové války. Stejně jako ostatní německá samohybná protitanková děla byl zkonstruován v důsledku sovětské převahy tanků jako levný prostředek na jejich ničení. Vzhledem k tomu, že nebyl čas na vývoj nových typů, byl zpravidla užíván podvozek již vyráběných tanků. V tomto případě se jednalo o podvozek německého stroje PzKpfw II Ausf. D. Jako výzbroj byly užívány ukořistěné sovětské kanóny F-22 ráže 76,2 mm. Od jara roku 1942 byl jednotkám přidělován typ, který dostal název „Panzer Selbstfahrlafette für 7,62 cm PaK 36(r)“ a měl kódové označení Sd.Kfz. 132. Oficiální bojové označení Marder II bylo přiděleno až počátkem roku 1944. Tehdy vznikla nová verze Sd.Kfz. 131, vyzbrojená kanónem PaK 40/2 L/46 ráže 7,5 cm a postavená na podvozku Ausf. F.

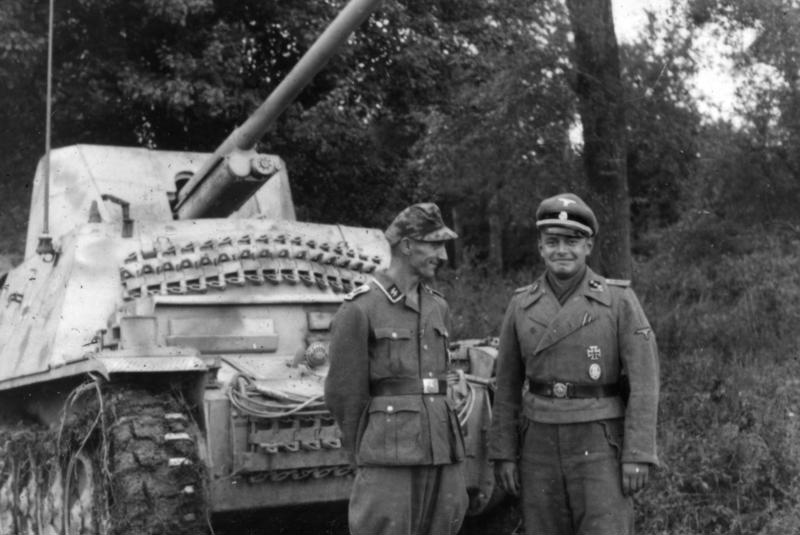
Původní verze s 7,62cm kanónem PaK 36(r)

Stroj vznikl instalací nástavby na podvozek, kde byl umístěn kanón a kulomet ráže 7,92 mm. Měl dosti vysoký profil a stával se tak dobrým cílem pro nepřátelské vojáky. Stíhače tanků však byly poměrně rychlé a měly docela slušnou průchodnost terénem. Celkem bylo vyrobeno 852 Marder II.[zdroj⁠?!]